# 鄭素英
鄭 素英（チョン・ソヨン、英語: Chung So-young、朝鮮語:  정소영、1967年2月20日 - ）は、大韓民国の女子バドミントン選手。1992年バルセロナ五輪の女子ダブルス金メダリスト。
娘は、女子ダブルス代表の金慧貞。

## 経歴
女子ダブルスでは、金練子、黄惠英、吉永雅などとペアを組む。
1992年バルセロナ五輪で黄惠英とのペアで金メダルを獲得。
また、エキシビション種目として開催された、1988年ソウルオリンピックのバドミントン競技においても金練子との女子ダブルスで優勝しているため、実質オリンピック２連覇を達成している。